# Parafia św. Teresy od Dzieciątka Jezus w Niechcicach
Parafia św. Teresy od Dzieciątka Jezus w Niechcicach – parafia rzymskokatolicka, znajdująca się w archidiecezji częstochowskiej, w dekanacie Rozprza.